# 宮崎市立久峰中學校
宮崎市立久峰中學校（みやざきしりつ ひさみねちゅうがっこう），是一所位於日本宮崎縣佐土原町的公立中學校。

## 沿革
- 1986年4月1日 - 從廣瀨中學校分出，成立佐土原町立久峰中學校。
- 2006年1月1日 - 伴隨著併入宮崎市而改名為宮崎市立久峰中學校。
- 2011年2月14日 - 制定校訓[1]。

## 概要
- 學生數390人
- 班級數14個（通常学級12、特別支援学級2）
- 職員數28人

（截至2010年4月1日）

## 學區
久峰中學校的學區為。
- 廣瀬北小学校通学区域
- 廣瀬西小学校通学区域

## 交通
- 從JR九州日豐本線佐土原站下車，徒歩10分。

## 関連項目
- 宮崎県中学校一覧